# Æthelstan (England)

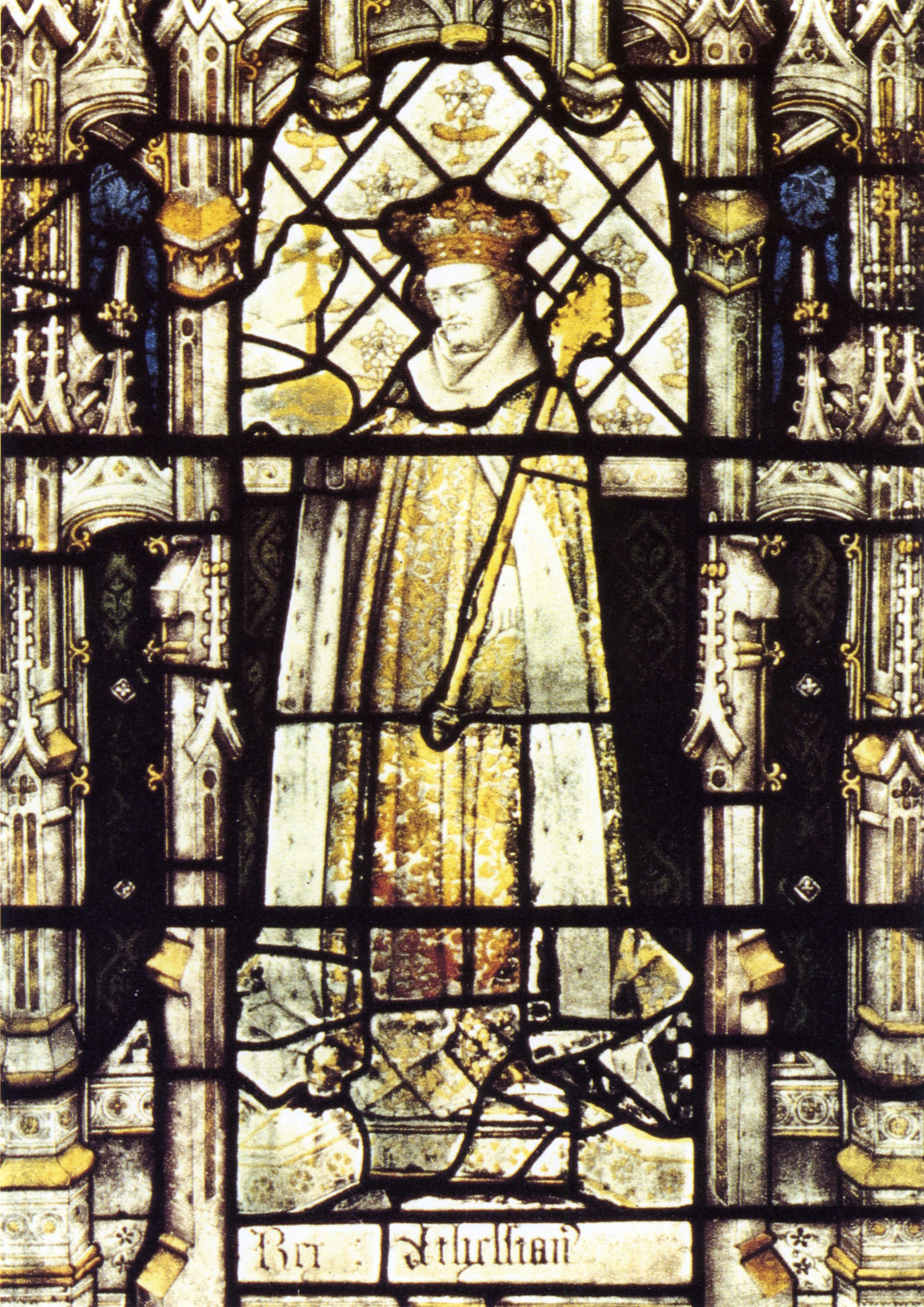
Æthelstan auf einem Buntglasfenster aus dem 15. Jahrhundert in der Kapelle des All Souls College, Oxford

Æthelstan (altenglisch: Æþelstān) (* etwa 894; † 27. Oktober 939 in Gloucester) war von 924 bis 927 König von Wessex und König der Engländer von 927 bis 939.
Er war der älteste Sohn und Nachfolger König Eduards des Älteren.
Zwar wird traditionell der Wessex-König Egbert als erster in den Königslisten Englands geführt, jedoch erst ab der Herrschaftszeit von König Æthelstan kann man vom Königreich England sprechen.

## Leben

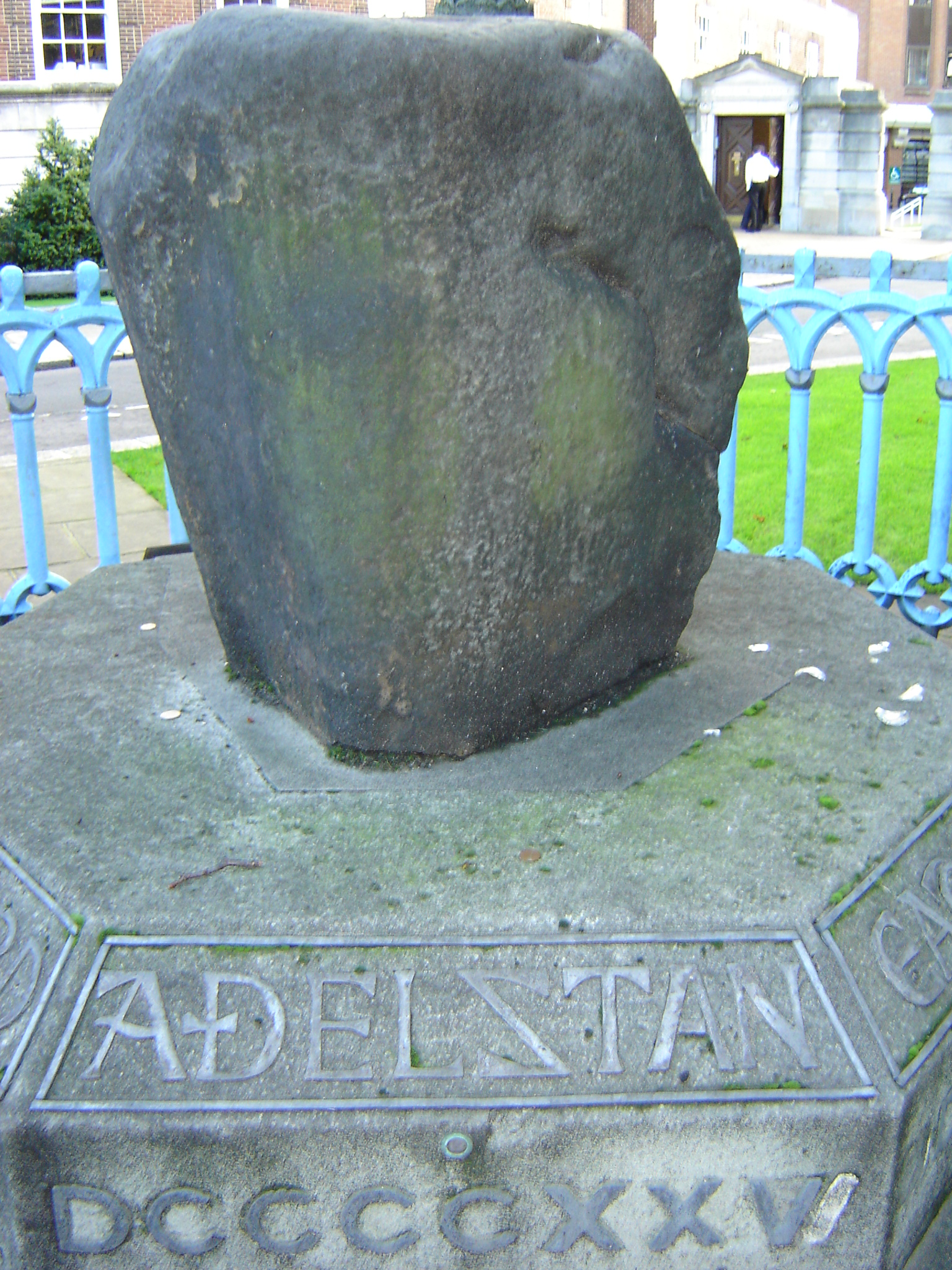
Angelsächsischer Krönungsstein aus Kingston-upon-Thames, mit dem Namen Æthelstan

Er führte die Politik seines Großvaters Alfred des Großen und seines Vaters fort und konnte sein Einflussgebiet erheblich vergrößern, bis er über ein Gebiet herrschte, das weitgehend dem heutigen England entsprach. Die benachbarten Königreiche in Schottland und Wales machte er abhängig und ließ sie Tribut zahlen. Als sein Schwager König Sihtric Caech im Jahre 927 starb, fiel Æthelstan in dessen dänisch dominiertes Königreich Jórvík (York) ein und annektierte es.
In Eamont Bridge traf sich der Angelsächsischen Chronik zufolge Æthelstan am 12. Juli 927 mit den Königen Konstantin II. von Schottland, Howell dem Guten von Deheubarth bzw. Wales, Eógan I. von Strathclyde und Ealdred, dem Ealdorman von Bernicia. Die Könige erkannten dort die Oberherrschaft Æthelstans an, was als die Gründung des Königreichs England gilt.
Dass König Eógan I. (auch als Owain bekannt) von Strathclyde bei jenem Schwur in Eamont Bridge dabei war, erwähnt im 12. Jahrhundert Wilhelm von Malmesbury in seinen Gesta regum anglorum.
Die walisischen Könige zwang er 928 zur Unterwerfung und ließ sie zu diesem Zweck nach Hereford kommen, wo sie ihn als Oberherren anerkennen und beträchtliche Tributzahlungen akzeptieren mussten. Dass Æthelstan großen Einfluss auf die verschiedenen walisischen Herrschaften ausübte, wird im walisischen Gedicht Armes Prydein Fawr (die große Prophezeiung Britanniens) sowie in der Tatsache deutlich, dass walisische Könige in den Urkunden Æthelstans als subreguli (Unterkönige) erwähnt werden. Er brachte Exeter in Devon in seinen Herrschaftsbereich, indem er die Westwaliser aus der Stadt vertrieb. Æthelstan legte darauf die Grenze zwischen dem angelsächsischen Wessex und dem keltischen Cornwall am Fluss Tamar fest.
Gleichzeitig kam es im Norden zu Aufständen gegen Æthelstans Herrschaft, woraufhin er 934 gegen König Konstantin von Schottland eine Militärexpedition in Marsch setzte. Daraufhin verbündeten sich der schottische Konstantin, König Owain von Strathclyde und der skandinavische König Olaf Guthfrithsson von Dublin gegen Æthelstan. Sie fielen 937 in dessen Königreich ein. In der Schlacht bei Brunanburh gelang es Æthelstan und seinem Bruder (und Nachfolger) Edmund, die feindliche Allianz zu besiegen.
Æthelstan nannte sich seit 931 Rex totius Britanniae und war dennoch weit davon entfernt, uneingeschränkter Herrscher der Insel zu sein. Für den südlichen Teil jedoch trifft diese Bezeichnung zu. Er ließ dort den Handel und die Zahlungsmittel reglementieren und schuf vielerorts Prägestätten für Silberpfennige. Seine Urkunden nach 930 wurden von einer einzigen Kanzlei in Winchester hergestellt, was den Rückschluss nahelegt, dass es eine Hauptstadt seines Königreiches gab. Außerdem war Æthelstan ein bedeutender Gesetzgeber. Noch stärker als am Hof Alfreds des Großen wurde die Kultur gefördert, wobei zahlreiche Kontakte zum Kontinent bestanden; zudem galt Æthelstan als ein Sammler von heiligen Relikten.
Æthelstans Halbschwester Eadgifu war mit dem westfränkischen König Karl dem Einfältigen verheiratet. Nachdem dieser 923 abgesetzt worden war, nahm Æthelstan sie und ihren Sohn Ludwig den Überseeischen an seinem Hof auf.

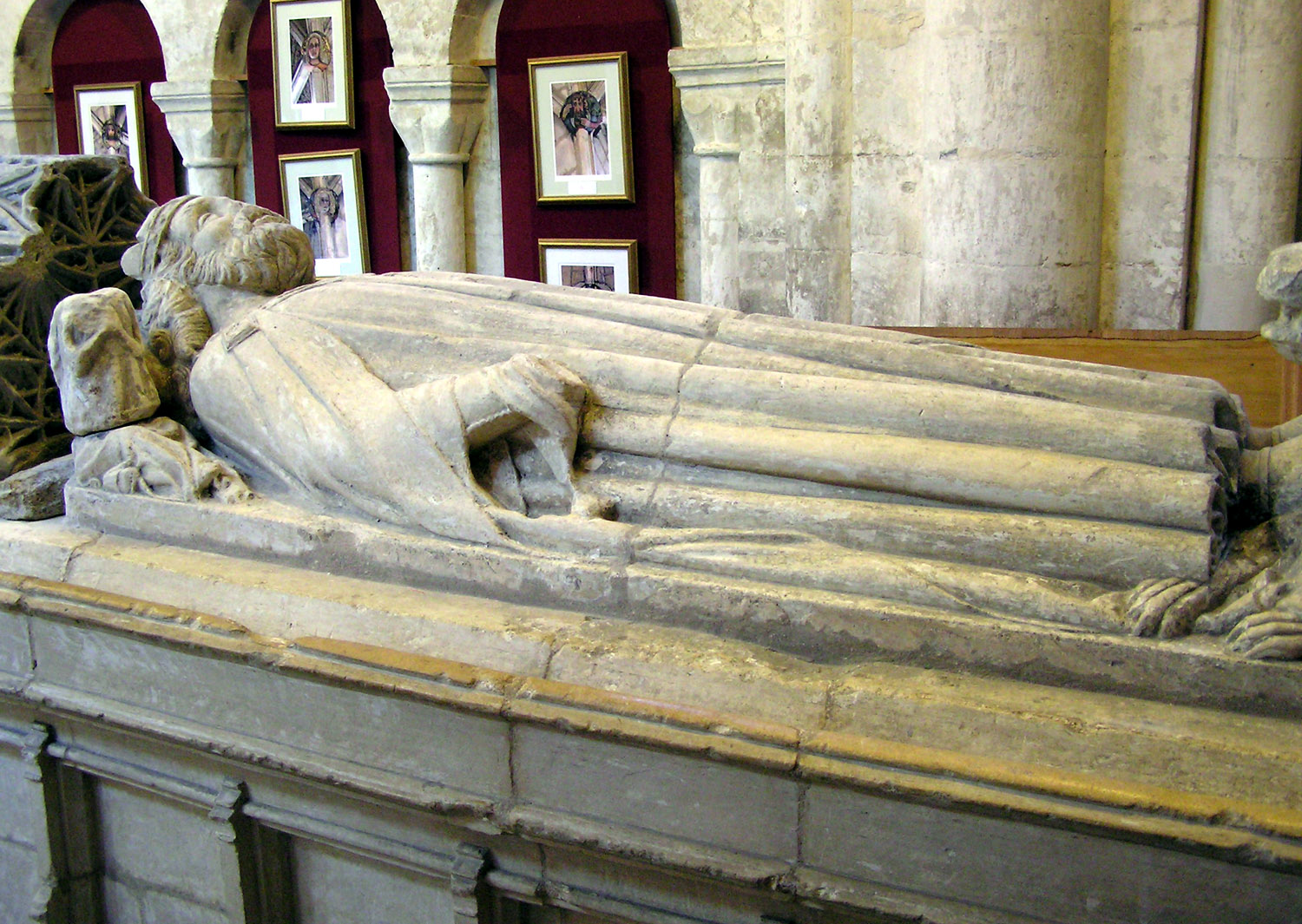
Grabmal König Æthelstans in der Abtei von Malmesbury

Nicht zuletzt deshalb versuchten Hugo der Große und Heinrich I. gute Beziehungen zu Æthelstan aufzubauen, um ihre Position in der Auseinandersetzung um die Thronfolge im Westfrankenreich zu verbessern. Mehrere von Æthelstans Halbschwestern heirateten darauf in adlige Familien auf dem Kontinent ein, so Edgith, die den späteren König und Kaiser Otto I. 929 heiratete. Edgith wurde über ihre Tochter Liutgard und deren Mann Konrad den Roten zur Stammmutter des salischen Kaiserhauses, das mit ihrem Urenkel Konrad II. beginnt.
Æthelstan starb 939 in Gloucester, wurde aber nicht in der traditionellen Grablege der Könige von Wessex in Winchester bestattet, sondern im Kloster Malmesbury, dessen Patron er war. Ihm zu Ehren benannt ist der Mount Athelstan, ein Berg in der Antarktis.